# Тончу (Бістріца-Несеуд)
Тончу (рум. Tonciu) — село у повіті Бистриця-Несеуд в Румунії. Входить до складу комуни Галацій-Бістріцей.
Село розташоване на відстані 314 км на північний захід від Бухареста, 17 км на південний захід від Бистриці, 64 км на північний схід від Клуж-Напоки.

## Населення
За даними перепису населення 2002 року у селі проживали 248 осіб.
Національний склад населення села:
| Національність | Кількість осіб | Відсоток |
| -------------- | -------------- | -------- |
| угорці         | 236            | 95,2%    |
| румуни         | 8              | 3,2%     |

Рідною мовою назвали:
| Мова      | Кількість осіб | Відсоток |
| --------- | -------------- | -------- |
| угорська  | 236            | 95,2%    |
| румунська | 12             | 4,8%     |